# Киров (Чувашия)
Ки́ров (чув. Киров) — посёлок в Комсомольском районе Чувашской Республики. Входит в состав Александровского сельского поселения.

## География
Находится в юго-восточной части Чувашии, на расстоянии приблизительно 4 км по прямой на север от районного центра села Комсомольское на левобережье реки Кошелейка у автомагистрали А-151.

## История
Основан в 1948 году, когда был создан колхоз им. Кирова. Образован переселенцами из деревень Нюргечи, Полевой Сундырь, Полевые Инели Комсомольского района, из сёл Новые Шимкусы, Большая Таяба и деревни Белое Озеро Яльчикского района. В 1979 году было учтено 335 жителей. В 2002 году было 79 дворов, в 2010 — 70 домохозяйств.

## Население
Постоянное население составляло 260 человек (чуваши 99 %) в 2002 году, 240 в 2010.